# 多花白头树
多花白头树（学名：Garuga floribunda var. gamblei）是橄榄科嘉榄属的变种。分布于孟加拉、印度、锡金以及中国大陆的广东、海南、云南、广西等地，生长于海拔200米至900米的地区，多生长于密林中，目前尚未由人工引种栽培。

## 别名
八角楠（海南）